# 天水圍民生關注平台
天水圍民生關注平台（英語：Tin Shui Wai New Force，簡稱：天民台），是一個於2014年雨傘革命後催生、成立的香港地區組織，以新界西、天水圍和元朗為主要服務地區，從地區層面捍衛香港人權益。

## 背景
2014年，雨傘革命金鐘清場前夕，各佔領區中都有市民對雨傘革命的失敗感到不甘，並對現今的議會失望，探討當中原因，認為香港人應嘗試重奪議會。有網民於香港高登討論區發起「2015區議會計劃（又稱高登區議會計畫）」，並於各佔領區線下宣傳，希望號召網民參選2015年區議會選舉，挑戰上一屆中自動當選的建制派區議會席位，以打亂建制派參選部署，防止議席因自動當選而自動落入建制派手上，並希望藉此形成地區勢力，將年青人聲音帶入議會，長遠劍指立法會。

## 成立
同年11月下旬，一群元朗及天水圍年輕人因雨傘革命而啟發，並響應「高登區議會計畫」，經歷數次會議後，創立天水圍民生關注平台，以抗衡一直被建制派佔多數的元朗區議會議席，成立後致力以為天水圍居民締造更好的生活環境為己任，捍衛香港人權益，專注民生動向並提高區內公民意識，堅持獨立無政黨，維持組織獨立性。
天民台成員及義工多為居於屯元天的年青政治素人，來自四面八方、不同背景、不同學歷專長、不同年齡，以自己空餘時間投入組織及地區工作，服務社區，同時吸收經驗，為往後發展作準備。

## 組織宗旨
1. 為天水圍居民締造更好的生活環境
2. 捍衛香港人權益
3. 專注民生動向
4. 提高區內公民意識
5. 堅持獨立無政黨

## 過往活動

### 天水地攤：復活市集
2015年4月，天水圍民生關注平台假香港管理專業協會羅桂祥中學舉行「天水地攤：復活市集」，希望透過市集能過釋放社區活力，社區幹事王百羽接受《蘋果日報》訪問。

### 洪水橋新發展區公眾論壇
2015年8月，天水圍民生關注平台社區幹事王百羽及成員參與洪水橋新發展區第三階段公眾咨詢的公眾論壇，代表天水圍居民就洪水橋新發展區對天水圍的交通影響﹑未來規劃等問題提出意見。

### 發現天水圍北有可疑選民登記
2015年8月，天水圍民生關注平台社區幹事王百羽發現天水圍北兩個屋邨共有10個可疑選民登記，並向選舉事務處舉報。

## 選舉

### 2015年區議會選舉
天水圍民生關注平台自2015年起參加區議會選舉。
2015年10月，天水圍民生關注平台派出社區幹事王百羽參選2015年區議會選舉（M22天恒選區） ，挑戰上屆區議會自動當選的工聯會陸頌雄。王百羽就四大範疇﹑提出九大政綱，尋求居民支持。
2015年11月22日，王百羽在是次區議會選舉落選，得票1,317票，僅次於陸頌雄的2,749票。

### 2016年立法會選舉
天水圍民生關注平台自2016年起參加立法會選舉。
2016年立法會選舉，天水圍民生關注平台與青年新政、東九龍社區關注組、慈雲山建設力量、長沙灣社區發展力量、屯門社區關注組組成ALLinHK選舉聯盟，並派出發言人王百羽與黃俊傑合組名單參選新界西選區。

### 2019年區議會選舉
天水圍民生關注平台於2019年派出三名成員參加區議會選舉，三人均以獨立名義參選。
最終，於反送中浪潮增加投票率下，王百羽於天選區當選，陳詩雅於頌華選區當選，而巫啟航於宏逸選區當選。

### 2020年立法會選舉
天水圍民生關注平台派出元朗區議員王百羽參與區議會（第二）功能界別選舉，並參與民主派初選。是次選舉期間，王百羽除獲其他天民台議員表態支持外，更獲多個本土派地區政治組織如屯門社區網絡、半島連線、動元十八、沙田社區網絡、埔向晴天、將軍澳青年力量、將向天晴，以及多名無黨籍本土派議員、立法會選舉地方選區參選人共同推薦。王最終以71,706票躋身第三名，成功超越民主黨油尖旺區議員涂謹申及公民黨東區區議員李予信，得票僅次於民主黨元朗區議員鄺俊宇、朱凱廸新西團隊荃灣區議員岑敖暉。
| 參選人 | 政黨     | 政黨               | 總票數  | %      | 香港島 | %      | 九龍西 | %      | 九龍東 | %      | 新界西  | %      | 新界東  | %      | 出線  |
| ------ | -------- | ------------------ | ------- | ------ | ------ | ------ | ------ | ------ | ------ | ------ | ------- | ------ | ------- | ------ | ----- |
| 鄺俊宇 |          | 民主黨             | 268,630 | 50.69  | 38,850 | 49.58  | 33,482 | 49.28  | 42,292 | 51.86  | 80,545  | 50.80  | 73,461  | 51.16  | check |
| 岑敖暉 |          | 朱凱廸新西團隊     | 129,074 | 24.35  | 19,859 | 25.34  | 16,382 | 24.11  | 17,969 | 22.03  | 37,798  | 23.84  | 37,066  | 25.81  | check |
| 王百羽 |          | 天水圍民生關注平台 | 71,706  | 13.53  | 8,321  | 10.62  | 7,444  | 10.96  | 10,189 | 12.49  | 27,345  | 17.25  | 18,407  | 12.82  | check |
| 涂謹申 |          | 民主黨             | 49,991  | 9.43   | 8,199  | 10.46  | 9,234  | 13.59  | 9,496  | 11.64  | 10,757  | 6.79   | 12,305  | 8.57   | check |
| 李予信 |          | 公民黨             | 10,579  | 2.00   | 3,129  | 3.99   | 1,396  | 2.05   | 1,612  | 1.98   | 2,094   | 1.32   | 2,348   | 1.64   |       |
|        | 總有效票 | 總有效票           | 529,980 | 100.00 | 78,358 | 100.00 | 67,938 | 100.00 | 81,558 | 100.00 | 158,539 | 100.00 | 143,587 | 100.00 |       |
|        | 無效票   | 無效票             | 不適用  | -      |        |        |        |        |        |        |         |        |         |        |       |
|        | 投票率   | 投票率             |         | 12.66% |        |        |        |        |        |        |         |        |         |        |       |

王百羽及後與半島連線籍九龍城區議員李軒朗合組名單，並於2020年7月29日報名參選，但在2020年7月31日，行政長官林鄭月娥宣佈因2019冠狀病毒病疫情（COVID-19）肆虐影響公眾安全，引用《香港法例》第241章《緊急情況規例條例》，押後至2021年9月5日才選行立法會選舉。

### 選舉結果
| 區域                     | 選區     | 候選人 | 得票    | 結果 |
| 2015年香港區議會選舉結果 |          |        |         |      |
| 元朗區                   | M32 天恒 | 王百羽 | 1,317票 | 落敗 |
| 2019年香港區議會選舉結果 |          |        |         |      |
| 元朗區                   | M25 頌華 | 陳詩雅 | 3,659票 | 當選 |
| 元朗區                   | M32 天恒 | 王百羽 | 6,004票 | 當選 |
| 元朗區                   | M33 宏逸 | 巫啟航 | 5,100票 | 當選 |

| 選區                     | 編號 | 名單候選人     | 得票    | 結果 |
| 2016年香港立法會選舉結果 |      |                |         |      |
| 新界西                   | 13   | 黃俊傑、王百羽 | 9,928票 | 落敗 |